# Óscar Sonejee
Óscar Sonejee Masand (Santa Coloma, 26 maart 1976) is een Andorrees voormalig voetbalspeler die als defensieve middenvelder speelde.
Sonejee begon als voetballer in 1997 bij FC Andorra. Naast FC Andorra speelde hij ook voor UE Sant Julià, FC La Seu, FC Santa Coloma en FC Lusitanos. Sonejee speelde 106 interlands voor het Andorrees voetbalelftal, waarmee hij recordinternational was. Zijn record werd echter verbroken in 2017 door verdediger Ildefons Lima. Sonejee scoorde vier keer voor de nationale ploeg. Hij debuteerde in 1997 in een oefenwedstrijd tegen Estland (4–1 verlies). In 1998 speelde Sonejee met Andorra de eerste officiële wedstrijd. In de kwalificatie voor het EK 2000 werd met 3–1 verloren van Armenië. Op 6 juni 2015 speelde hij zijn honderdste interland voor het Andorrees voetbalelftal, een vriendschappelijke interland tegen Equatoriaal-Guinea (1–0 verlies). Op 12 november 2015 speelde hij zijn laatste interland, een vriendschappelijke wedstrijd tegen Saint Kitts en Nevis (1–0 verlies).